# Sichem-Sussen-et-Bolré
Sichem-Sussen-et-Bolré ou Sichem-Sussen-Bolré, en néerlandais Zichen-Zussen-Bolder est une section de la commune belge de Riemst située en Région flamande dans la province de Limbourg. C'était une commune à part entière avant la fusion des communes de 1977. La section est née de l'union de trois villages : Sichem, Sussen et Bolré.

## Démographie

### Évolution démographique
- Sources : INS, Rem. : 1831 jusqu'en 1970 = recensements, 1976 = nombre d'habitants au 31 décembre[2].

## Géographie
Le sous-sol de la région est constitué de tuffeau calcaire et de craie du Maastrichtien. Le tuffeau y est exploité depuis des siècles comme pierre à bâtir et le sous-sol y est parcouru par des centaines de kilomètres de galeries exploitées par la méthode dite de chambres et piliers. Les cavités désaffectées ont souvent été reconverties en champignonnières.

## Histoire
Le 23 décembre 1958 lors de l'effondrement de la champignonnière de Roosburg, 18 personnes périrent dans la catastrophe.
Un dépôt-relais de poste fut ouvert le 25 juillet 1903 sous le nom Sichem-Sussen-et-Bolré.